# Nereis procera
Nereis procera är en ringmaskart som beskrevs av Ehlers 1868. Nereis procera ingår i släktet Nereis och familjen Nereididae. Inga underarter finns listade i Catalogue of Life.